# Eduard Ferdinand de Vogel
Eduard Ferdinand de Vogel  (1942 – 2021) es un botánico holandés, reconocida autoridad en la familia de las orquídeas.
Es investigador sénior en el "Rijksherbarium Hortus Botanicus", de la Universidad de Leiden. Pertenece en la "Orchid Conservation", al "Grupo Regional del Sudoeste Asiático". (enlace roto disponible en Internet Archive; véase el historial, la primera versión y la última).

## Algunas publicaciones
- De Vogel EF. 1986. Revisions in Coelogyninae (Orchidaceae) II. The genera Bracisepalum, Chelonistele, Entomophobia, Geesinkorchis & Nabaluia. Orchid Monogr. 1: 17-86

- Repetur, CP; PC Van Welzen; EF de Vogel. 1997. Phylogeny and Historical Biogeography of the Genus Bromheadia (Orchidaceae). Systematic Botany 22: 3 465-477

- De Vogel EF. 1988. Revisions in Coelogyninae (Orchidaceae) III. The genus Pholidota. Orchid Monogr. 3: 1-118

- De Vogel E F. 1992. Revisions in Coelogyninae (Orchidaceae) IV. Coelogyne section Tomentosae. Orchid Monogr. 6: 4-42

- De Vogel EF. 1994. Character assessment for a subdivisión of Coelogyne Lindley. En AM Pridgeon [ed.], Proc. 14º World Orchid Conference, 203–205. HMSO Publ. Glasgow, RU

- Gravendeel, B; EF de Vogel. 1999. Revision of Coelogyne section Speciosae (Orchidaceae). Blumea 44: 253-320 texto en línea (enlace roto disponible en Internet Archive; véase el historial, la primera versión y la última).

- Sierra, SE; CB Gravendeel; EF de Vogel. 2000. Revision of Coelogyne section Verrucosae (Orchidaceae): a new sectional delimitation based on morphological & molecular evidence. Blumea 45: 275-318 texto completo (enlace roto disponible en Internet Archive; véase el historial, la primera versión y la última).

- 2001. Gravendeel, B; MW Chase; EF de Vogel; MC Roos; THM Mes; K Bachmann. Molecular phylogeny of Coelogyne (Epidendroideae; Orchidaceae) based on plastid RFLPS, matK, and nuclear ribosomal ITS sequences: evidence for polyphyly. Am.J.Bot. 88: 1915-1927 texto completo (enlace roto disponible en Internet Archive; véase el historial, la primera versión y la última).

- Schuiteman, A; EF de Vogel. 2004. A new species of Dryadorchis from Papua New Guinea. J. fuer den Orchideenfreund 11: 3/2004

### Libros
- 1980. de Vogel, EF. Seedlings of dicotyledons. Structure, development, types. Description of 150 woody Malesian taxa. Centre for Agricultural Publishing & Documentation, Wageningen. ISBN 90-220-0696-4. viii + 466 pp.
- La abreviatura «de Vogel» se emplea para indicar a Eduard Ferdinand de Vogel como autoridad en la descripción y clasificación científica de los vegetales.[1]